# 鄭智健
鄭智健（Cheng Chi Kin Kenneth，1989年2月16日–），生於香港，香港職業足球員，司職前鋒，正職為會計師，現時效力香港超級聯賽球隊港會。

## 球會生涯
鄭智健生於香港，中學就讀喇沙書院，於2006年學界賽中獲時任南華足主羅傑承招攬加盟，但因為鄭智健心繫喇沙書院，為免因為到南華受訓而在田徑賽開戰前分心，已婉拒羅傑承好意。於2017年1月加盟香港超級聯賽球隊港會。2017年2月17日，港會於主場香港足球會球場迎戰R&F富力的護級大戰，港會於下半場早段已落後4球，不過於下半場後備入替的鄭智健表現搶眼，最終港會仍以3–4落敗，卻赢盡全場球迷掌聲。

## 個人榮譽
- 香港400米欄（19歲以下青年組）排名第1
- 港九學界D1足球賽亞軍（2006年）

## 外部連結
- 香港足球總會網頁球員註冊資料 （页面存档备份，存于）
- Transfermarkt （页面存档备份，存于）